# شب فرشته و کودکان ما
شب فرشته و کودکان ما، (ترکی استانبولی: Gece, Melek ve Bizim Çocuklar) فیلمی در ژانر درام است. کارگردان فیلم لبه بهشت، عاطف ییلماز است.